# Takashi Maeda
Takashi Maeda (japanisch 前田 隆 Maeda Takashi; * 1. August 1981 in der Präfektur Fukuoka) ist ein ehemaliger japanischer Fußballspieler.

## Karriere
Maeda erlernte das Fußballspielen in der Schulmannschaft der Higashi Fukuoka High School. Seinen ersten Vertrag unterschrieb er 2000 bei den Avispa Fukuoka. Der Verein spielte in der höchsten Liga des Landes, der J1 League. 2001 wechselte er zum Zweitligisten Ōita Trinita. Danach spielte er bei den Sun Miyazaki (2002–2003) und New Wave Kitakyushu (2003–2004). Ende 2004 beendete er seine Karriere als Fußballspieler.